# Écully
Écully település Franciaországban, Métropole de Lyon különleges státuszú nagyvárosban (métropole: nagyjából „megyei jogú város”). Lakosainak száma 18 019 fő (2022. január 1.). Écully Tassin-la-Demi-Lune, Champagne-au-Mont-d’Or, Charbonnières-les-Bains, Dardilly és Lyon községekkel határos.

## Népesség
A település népességének változása:
| Lakosok száma | 17 953 | 17 787 | 17 947 | 18 451 | 18 517 | 18 587 | 18 948 | 18 789 | 18 361 | 18 019 |
|               | 2008   | 2013   | 2015   | 2016   | 2017   | 2018   | 2019   | 2020   | 2021   | 2022   |

## Oktatás
- EMLYON Business School